# Harbinger (DC Comics)
 (mars 2025).
Si vous disposez d'ouvrages ou d'articles de référence ou si vous connaissez des sites web de qualité traitant du thème abordé ici, merci de compléter l'article en donnant les références utiles à sa vérifiabilité et en les liant à la section « Notes et références ».
 (mars 2025).
La mise en forme du texte ne suit pas les recommandations de Wikipédia : il faut le « wikifier ».
Les points d'amélioration suivants sont les cas les plus fréquents. Le détail des points à revoir est peut-être précisé sur la page de discussion.
- Les titres sont pré-formatés par le logiciel. Ils ne sont ni en capitales, ni en gras.
- Le texte ne doit pas être écrit en capitales (les noms de famille non plus), ni en gras, ni en italique, ni en « petit »…
- Le gras n'est utilisé que pour surligner le titre de l'article dans l'introduction, une seule fois.
- L'italique est rarement utilisé : mots en langue étrangère, titres d'œuvres, noms de bateaux, etc.
- Les citations ne sont pas en italique mais en corps de texte normal. Elles sont entourées par des guillemets français : « et ».
- Les listes à puces sont à éviter, des paragraphes rédigés étant largement préférés. Les tableaux sont à réserver à la présentation de données structurées (résultats, etc.).
- Les appels de note de bas de page (petits chiffres en exposant, introduits par l'outil «  Source ») sont à placer entre la fin de phrase et le point final[comme ça].
- Les liens internes (vers d'autres articles de Wikipédia) sont à choisir avec parcimonie. Créez des liens vers des articles approfondissant le sujet. Les termes génériques sans rapport avec le sujet sont à éviter, ainsi que les répétitions de liens vers un même terme.
- Les liens externes sont à placer uniquement dans une section « Liens externes », à la fin de l'article. Ces liens sont à choisir avec parcimonie suivant les règles définies. Si un lien sert de source à l'article, son insertion dans le texte est à faire par les notes de bas de page.
- La présentation des références doit suivre les conventions bibliographiques. Il est recommandé d'utiliser les modèles {{Ouvrage}}, {{Chapitre}}, {{Article}}, {{Lien web}} et/ou {{Bibliographie}}. Le mode d'édition visuel peut mettre en forme automatiquement les références.
- Insérer une infobox (cadre d'informations à droite) n'est pas obligatoire pour parachever la mise en page.

Pour une aide détaillée, merci de consulter Aide:Wikification.
Si vous pensez que ces points ont été résolus, vous pouvez retirer ce bandeau et améliorer la mise en forme d'un autre article.
Pour les articles homonymes, voir Harbinger.
Harbinger (Lyla Michaels) est un personnage apparu dans les publications de DC Comics. Elle a un rôle important dans la maxl-série Crisis on Infinite Earths, où elle convoque les héros de différents multivers pour lutter contre l'anti-Monitor.

## Historique de publication
Lyla Michaels a été créée par Marv Wolfman et George Pérez, et apparaît dans Les Jeunes Titans Annual #2 (Juillet 1983). Elle se révèle en tant qu'Harbinger dans Crisis on Infinite Earths #1 (Avril 1985).

## Biographie fictive
Lyla Michaels est une orpheline adoptée par le Monitor et devient son assistante. Dans Crisis on Infinite Earths, elle devient Harbinger pour contrer la menace de l'Anti-Monitor. Harbinger sacrifie ses pouvoirs pour sauver Terre-X, Terre-S, et Terre-4, avant de les regagner par la suite. Après la destruction du multivers, Harbinger rejoint les Amazones en tant qu'historienne.
Elle finit plus tard par se sacrifier elle-même pour protéger Supergirl,. Elle réapparaîtra brièvement en tant que Black Lantern dans Blackest Night.
Par la suite, une intelligence artificielle à son effigie est créé dans The Multiversity.

## Dans d'autres médias

### Télévision
Le personnage apparaît de façon récurrente dans les séries télévisées Arrow et Flash, incarné par Audrey Marie Anderson,. Cette version la présente comme un agent, qui est nommée plus tard directrice de l'A.R.G.U.S., et la femme de John Diggle, en froid avec lui et travaillant secrètement pour Mar Novu.

### Films
- Lyla Michaels / Harbinger apparaît dans Superman/Batman : Apocalypse, Rachel Quaintance lui prêtant sa voix[11]. Cette version la dépeint comme une habitante de Themyscira et une amie de Supergirl avant d'être tuée par Darkseid.
- Une version particulière de Harbinger apparaît dans Supergirl, le Tomorrowvers, et les dessins animés Justice League: Warworld (voix, Kari Wahlgren[11]) et Crisis on Infinite Earths (voix, Meg Donnelly).

### Jeux vidéo
- La version iA d'Harbinger apparaît dans DC Universe Online.
- Lyla Michaels / Harbinger apparaît en tant que personnage invoqué dans Scribblenauts Unmasked: A DC Comics Adventure[12].

### Produits dérivés
Lyla Michaels / Harbinger est sorti en figurine DC Direct en 2005.